# Котляров (хутор)
Котляро́в — хутор в Красногвардейском районе Белгородской области. Входит в состав Коломыцевского сельского поселения.

## География
Хутор расположен недалеко от города Бирюч, административного центра района.
Часовой пояс
Хутор Котляров как и вся Белгородская область, находится в часовой зоне МСК (московское время). Смещение применяемого времени относительно UTC составляет +3:00.

## Население
| 1859 | 2002 | 2010 |
| ---- | ---- | ---- |
| 310  | ↘223 | ↘169 |